# Нааур
Нааур або Наур (араб. ناعور) — місто в Йорданії, розташоване в провінції Ель-Асіма. Входить до складу Великого Амману як округ № 26, фактично являючись західним передмістям столиці країни. Нааур складається з 26 районів, де мешкають 32 337 осіб, та займає площу в 87 км2, що становить 5,19% від загальної території Великого Амману.

## Історія
Місто Нааур було засноване черкеськими (адигськими) переселенцями, які мігрували зі своєї батьківщини Зигії (Черкесії), що на Північному Кавказі, в 1900 році. 
Ці черкеські переселенці були представниками однієї з останніх хвиль імміграції, яка розпочалася в 1864 році після здобуття контролю Російської імперії над Черкесією після близько 150 років війни. До засновників Наауру традиційно відносять близько 55 сімей, що походили з різних черкеських (адигських) родів: Абзаків, Шапсугів, Базадугів та Кабардаю. Ними була споруджена велика мечеть у середмісті, а також початкова школа, млини, джерела води, дороги, магазини, столярні цехи та ковальські майстерні.
Сьогодні населення Нааура складається з представників різних національностей, релігій та племен. Зокрема, в місті мирно мешкають нащадки черкеських переселенців, бедуїни з племені Ель-Аджарма, селяни родом з Ет-Тафіли, християни родом з Ес-Салту та палестинські біженці, які прибули до Наауру після воєн 1948 та 1967 років.
Згодом деякі з сімей Наауру переїхали до іншого передмістям столиці — Мардж-Ель-Хамаму, значна частка земель якого належить вихідцям за Наауру: черкесам та представниками племені Ель-Аджарма. Проте, ці люди досі продовжують вважати себе нааурцями.
Нааур, що вважається одним з найпатріотичніших районів Великого Амману, грав значну роль у багатьох великих подіях в історії Йорданії. Чимало видатних державних діячів Йорданії походили з Наауру. До того ж, кілька уродженців міста були  високопосадовими військовиками, а також діячами мистецтва.
У червні 2021 року йорданську політику потрясла звістка про Усаму Ель-Аджарме, депутата з Нааура, який, за повідомленнями, виступаючи перед своїми прихильниками, висловлював погрози та образи в бік короля Йорданії. При цьому, згідно з кадрами в соціальних мережах, Аль-Аджарме розмахував мечем і приховував кобуру з пістолетом. Незабаром парламент Йорданії ухвалив рішення щодо переселення Аль-Аджарме. Після цього в Нааурі почалися протести з боку прихильників депутата, деякі з яких стріляли у повітря. Втім, збройного зіткнення вдалося уникнути, і наступного дня збори в основному стихли, не перерісши в масові заворушення.